# دهستان جعفربای جنوبی
دهستان جعفربای جنوبی دهستانی در بخش مرکزی شهرستان ترکمن در استان گلستان است.
مرکز این دهستان، روستای سیجوال است و دهستان مشتمل بر روستاها، مزارع و مکان‌های زیر می‌باشد:
قره‌سو، اسکله، نیازآباد، سیجوال، چپاقلی، ایوان‌آباد، قره‌قاشلی، پیخی شیخ، اورکت حاجی، آشوراده، اندحاجی، صفرحاجی، قره‌تپه، هاشملی، آشورآباد، یموت، زابلی‌محلهٔ علیا، زابلی‌محلهٔ سفلی، پنج‌پیکر.
تشکیل این دهستان توسط هیأت وزیران در جلسهٔ مورخ ۱۳۶۴/۱۲/۲۵ بنا به پیشنهاد شمارهٔ .۱۷۰۱۸م مورخ ۶۴/۰۷/۱۷ وزارت کشور در اجرای مادهٔ ۱۳ قانون تعاریف و ضوابط تقسیمات کشوری مصوب تیرماه سال ۱۳۶۲ مجلس شورای اسلامی و به استناد مادهٔ ۳۱ آیین‌نامۀ اجرایی قانون مذکور مصوب مهرماه ۱۳۶۳ و طبق مادهٔ ۳ قانون مذکور و تبصره‌های ذیل آن تصویب شد.